# Beartooth
Beartooth est un groupe de punk hardcore américain formé par Caleb Shomo à Columbus, en 2012. Le groupe est signé avec le label Red Bull Records depuis 2013. Leur premier EP, Sick, est sorti le 26 juillet 2013, suivi de leur premier album Disgusting, le 10 juin 2014. Leur deuxième album, Aggressive, est sorti le 3 juin 2016, leur troisième album Disease, le 28 septembre 2018, leur quatrième album Below, le 25 juin 2021 et leur cinquième album The Surface, le 13 octobre 2023. 

## Biographie

### Formation etSick(2012 - 2014)
Caleb Shomo commence à écrire des chansons pour Beartooth alors qu'il est encore dans le groupe Attack Attack!. Son projet s'appelait à l'origine "Noise", mais est changé en Beartooth car le premier était déjà pris. L'origine de ce deuxième provient de Bear Tooth Court, où leur bassiste originel Nick Reed a grandi. Beartooth était censé être une simple distraction pour Shomo alors qu'il était encore membre d'Attack Attack!, n'ayant d'ailleurs aucune intention d'enregistrer ou de jouer de la musique en live. Cependant, après son départ d'Attack Attack !, il s'est ensuite concentré sur le projet et a admis que ce groupe a dépassé ses attentes les plus folles et a fait tout ce qu'il a toujours voulu faire. Il recrute alors le guitariste Taylor Lumley, le bassiste Nick Reed et le batteur Brandon Mullins pour des concerts.
Set Me on Fire est la première chanson de Beartooth jamais écrite par Shomo, suivie de I Have a Problem. Ces titres, ainsi que Go Be the Voice et Pick Your Poison, ont été mises en ligne en décembre 2012. Le groupe publie ensuite un clip live pour I Have a Problem. Ils jouent ensuite une date sur le Vans Warped Tour de 2013.
Le 7 juin 2013, Beartooth annonce avoir signé chez Red Bull Records. Ils sortent leur premier EP Sick, gratuitement sur leur site internet le 26 juillet 2013. Sur cet EP, Caleb Shomo chante, produit et joue tous les instruments du disque. Le 17 août 2013, le groupe sort une vidéo pour I Have a Problem, différente de la version live précédente. Le 18 décembre 2013, le groupe est confirmé pour le Warped Tour 2014. Le 14 novembre, le groupe sort un clip pour la chanson Go Be the Voice.

### Disgustinget changements de line-up (2014–2015)
Le 6 janvier 2014, Kamron Bradbury, anciennement du groupe City Lights, est annoncé comme nouveau guitariste rythmique. Début 2014, Nick Reed quitte Beartooth et est remplacé par Oshie Bichar de City Lights pour une tournée américaine avec Memphis May Fire en février et mars.
Le 29 avril 2014, Beartooth sort un clip live pour leur nouvelle chanson, Dead, qui fait partie de leur prochain album, Disgusting. Le 13 mai 2014, la date de sortie et les détails de leur premier album, Disgusting, sont annoncés sur Facebook pour le 10 juin 2014. Le premier single de l'album, Beaten In Lips, sort le même jour, avec un clip. Comme pour leur premier EP, Shomo a chanté, produit et joué tous les instruments sur Disgusting, à l'exception de In Between, coproduit par John Feldmann.
Beartooth participe au Warped Tour 2014 de juillet à début août afin de promouvoir l'album. En Europe, ils réalisent leur première tournée en tête d'affiche puis une tournée avec Pierce the Veil et Sleeping With Sirens aux États-Unis,. En août, ils annoncent leur toute première tournée en tête d'affiche en Amérique du Nord tout au long du mois d'octobre avec en soutien Vanna, Sirens & Sailors, Sylar et Alive Like Me. En février 2015, ils jouent aux Royaume-Uni pour soutenir Don Broco, We Are the In Crowd et Bury Tomorrow dans le cadre du Kerrang! Tour. En mai, leur morceau I Have a Problem fait partie des titres du jeu à venir Guitar Hero Live. De mai à début juin, ils effectuent une tournée aux Royaume-Uni avec The Color Morale et Dead Harts, se produisant aussi aux festivals Slam Dunk et Download.

### Aggressiveet changement de line-up (2015–2018)
Caleb Shomo annonce que le groupe travaille sur un nouvel album via son Instagram en août, mais aucune date de sortie n'est mentionnée. En août, le groupe se produit au Reading and Leeds, puis joue en première partie de Slipknot avec Suicidal Tendencies en Amérique du Nord et au Canada en octobre, ainsi qu'au Royaume-Uni en novembre,. Le 4 avril 2016, le groupe annonce qu'il se sépare de leur batteur Brandon Mullins en bon terme, et que cela n'interférera pas leurs prochaines tournées pour lesquelles le batteur Connor Dennis, ex-membre du groupe Being as an Ocean, le remplacera. Le groupe part en tournée de début mars à la mi-mai avec différents groupes tels que Silent Planet, Ghost Key, Stray from the Path, My Ticket Home et Former. Ils sont également annoncés au Download Festival 2016,.
Le 16 avril 2016, Beartooth annonce la sortie de leur deuxième album, Aggressive pour le 3 juin 2016. Le même jour, le groupe dévoile un titre du même nom.

### Disease (2018 - 2019)

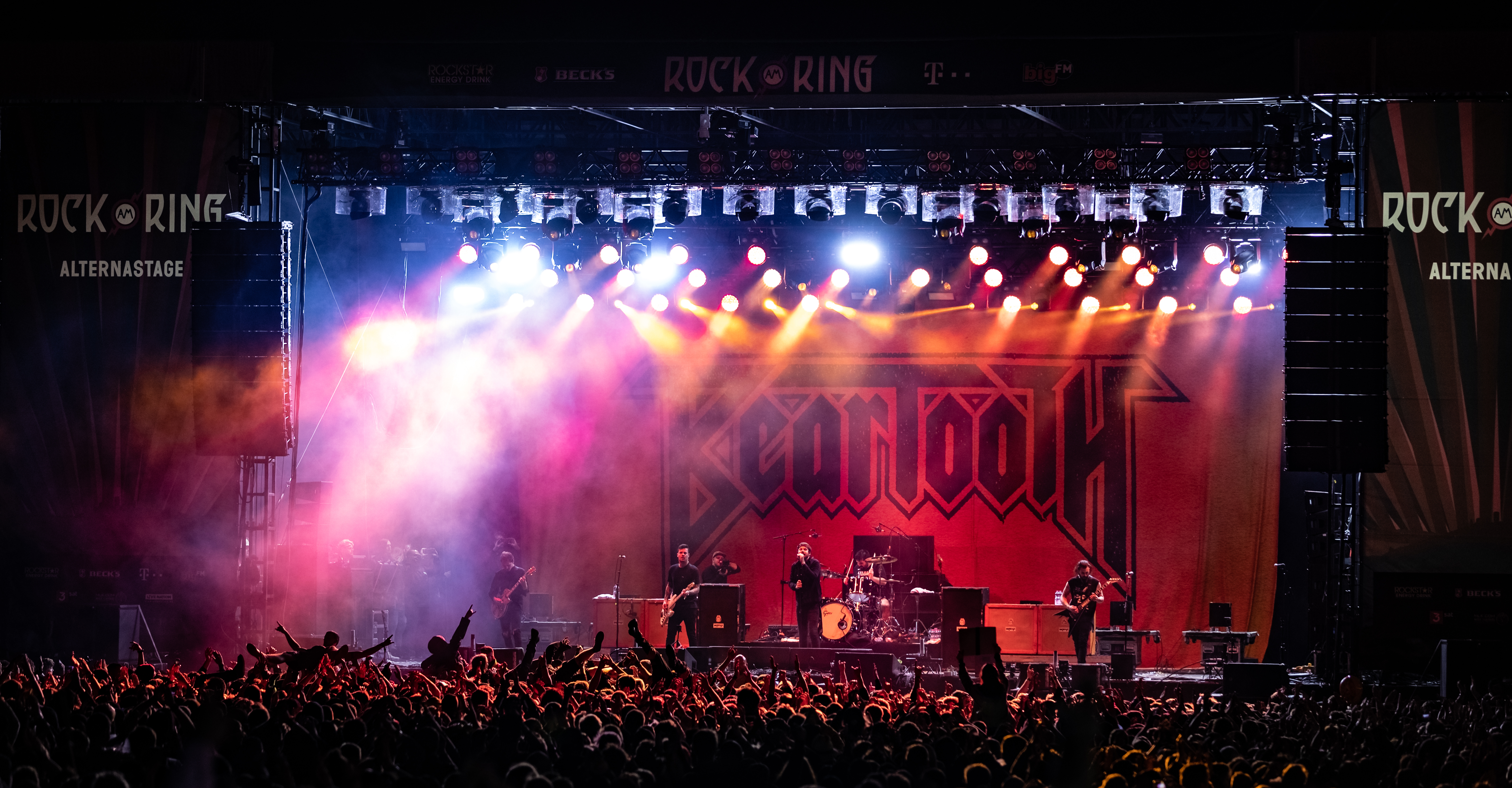
Beartooth en concert au Rock am Ring de 2019

En avril 2018, le guitariste Taylor Lumley quitte le groupe et est remplacé à partir de juin 2018 par Zach Huston, ex-guitariste du groupe Like Moths to Flames. Le batteur de session, Connor Denis, rejoint également le groupe en tant que batteur à plein temps.
Leur troisième album est achevé le 23 juin 2018 et sa date de sortie est annoncée pour le milieu ou la fin de 2018.Cependant, le 18 juillet, les titres Infection, Disease et Believe fuitent sur internet, forçant le groupe à révéler le nom de leur nouvel album, Disease, la tracklist et sa pochette. Le 28 septembre, Beartooth sort alors son troisième album studio Disease.
Le 10 mai 2019, le groupe sort l'EP B-Sides, composé de deux chansons qui auraient dû être sur l'album Disease.
Le 25 octobre 2019, le groupe sort une version deluxe de l'album Disease qui comprend les deux titres de l'EP B-Sides, deux nouvelles pistes intitulées Young et Threat to Society ainsi que deux performances live enregistrées au Rock am Ring.

### Changements de line-up etBelow(depuis 2020)
Le 24 mai 2020, le guitariste Kamron Bradbury quitte le groupe pour des raisons personnelles. Le 23 juin, Shomo annonce que le quatrième album du groupe, est en cours d'enregistrement au Capital House Studio dans l'Ohio. Le 18 décembre, le groupe sort une version remixée et remastérisée de leur deuxième album Aggressive avec des pistes vocales et instrumentales supplémentaires.
Le 19 mars 2021, le groupe sort un nouveau titre intitulé Devastation. Le son de ce dernier s'écarte de leurs racines metalcore, au profit d'un style plus hard rock et heavy metal. Une semaine plus tard, le groupe sort le morceau The Past Is Dead et révèle que le nouvel album Below est prévu pour le 25 juin 2021. Will Deely est également annoncé comme nouveau guitariste du groupe. 
Le 12 juin 2022, le nouveau morceau Riptide sort accompagné d'un clip vidéo. Le 21 avril 2023, le groupe sort le titre Sunshine. Ces deux titres apparaitront sur leur nouvel album The Surface qui paraitra le 13 octobre 2023. Le 20 septembre 2024, une version deluxe de l'album sort comprenant le single ATTN, ainsi que des versions live et remixées de titres présents sur l'album. 

## Membres
Membres actuels
- Caleb Shomo - chant principal, tous les instruments des albums studio (depuis 2012)
- Oshie Bichar - basse, chœurs (depuis 2014)
- Connor Denis - batterie, chœurs (tournée 2016-2018; depuis 2018)
- Zach Huston - guitare principale, chœurs (depuis 2018)
- Will Deely - guitare rythmique (depuis 2021; tournée en 2019-2020)[47]

Anciens membres
- Nick Reed - basse, chœurs (2013-2014)
- Brandon Mullins - batterie (2013-2016)
- Taylor Lumley - guitare principale, chœurs (2013-2018) ; guitare rythmique (2013-2014)
- Kamron Bradbury - guitare rythmique (2014–2020)

## Discographie
- Disgusting (2014)
- Aggressive (2016)
- Disease (2018)
- Below (2021)
- The Surface (2023)